# Расья
Расья — малая река на Северном Урале, протекает в Красновишерском районе Пермского края России. Устье реки находится в 303 км по правому берегу реки Вишеры. Длина реки Расьи составляет 15 км. 
Исток Расьи в лесах восточнее хребта Берёзовский Камень, в 16 км к северо-востоку от посёлка Велс. Река течёт сначала на северо-запад, затем на северо-восток, всё течение проходит по ненаселённой местности, среди холмов, покрытых елово-пихтовой тайгой. Течение — быстрое, характер течения — горный. Впадает в Вишеру около островов Железорудных.

## Данные водного реестра
По данным государственного водного реестра России, река Расья относится к Камскому бассейновому округу. Водохозяйственный участок — Кама от водомерного поста у села Бондюг до города Березники, речной подбассейн — бассейны притоков Камы до впадения Белой, речной бассейн — Кама.
По данным геоинформационной системы водохозяйственного районирования территории РФ, подготовленной Федеральным агентством водных ресурсов:
- Код водного объекта в государственном водном реестре — 10010100212111100004266
- Код по гидрологической изученности (ГИ) — 111100426
- Код бассейна — 10.01.01.002
- Номер тома по ГИ — 11
- Выпуск по ГИ — 1